# Martin Potter (Schauspieler)
Martin Potter (* 4. Oktober 1944 in Nottingham) ist ein britischer Schauspieler.

## Leben
Der Engländer Martin Potter erhielt im Alter von 24 Jahren seine ersten Rollen in britischen Fernsehproduktionen. In dem nach einer Vorlage von Dennis Potter gedrehten Fernsehdrama The Bonegrinder (1968) spielte Martin Potter einen kleinen Part als Bankangestellter. Im gleichen Jahr erhielt er einen ebenfalls kleineren Part an der Seite von Brian Cox im futuristischen Drama The Year of the Sex Olympics.
Doch bereits ein Jahr später erreichte Potter seinen Karrierehöhepunkt: Trotz geringer schauspielerischer Erfahrung besetzte ihn der italienische Star-Regisseur Federico Fellini für die Hauptrolle des Encolp in seiner düster anmutenden Filmadaption des Roman-Fragments Satyricon von Petronius. Terence Stamp, Fellinis ursprüngliche Wahl für die Hauptrolle, stand für die Produktion nicht mehr zur Verfügung und so suchte Fellini vorwiegend nach einer optischen Entsprechung seiner Rollenvorstellung. Potters bis dato geringen Bekanntheitsgrad ist auch zuzuschreiben, dass er mit 7500 Dollar eine deutlich geringere Gage erhielt als die Co-Stars Hiram Keller und Salvo Randone. Der Drehbuchautor und langjährige Fellini-Mitarbeiter Bernardino Zapponi schrieb über Potters Darstellung, dass dieser
im Profil der klassische antike Römer aus Bronze oder Marmor ist; en face ist er eher ein angelsächsischer Krieger, Prinz Eisenherz oder Richard Löwenherz. Die Frauen lieben seine hintergründige Grausamkeit oder lassen sich von seinen kindlichen Schwächen rühren. Unsicher, aber unerschrocken wirkt er im Film mit, ohne durchzublicken, schaut forschend auf die anderen und versucht herauszukriegen, ob er lachen oder weinen soll.
Nach dieser aufsehenerregenden Hauptrolle stagnierte Potters Karriere. Er wirkte in weniger aufwendig produzierten B-Movies und Fernsehproduktionen wie der William-Somerset-Maugham-Verfilmung Olive mit. Zu seinen bekannteren Produktionen zählen der Historienfilm Nikolaus und Alexandra (1971) und die Raymond-Chandler-Verfilmung The Big Sleep (mit Robert Mitchum als Privatdetektiv Philip Marlowe). Daneben fand er Beschäftigung in Horrorfilmen (u. a. Craze mit Jack Palance) und Fernsehserien (Dr. Who und Der Doktor und das liebe Vieh). 1975 gelangte er in seiner Heimat zumindest zeitweise wieder zu Popularität, als er die Titelrolle des Robin Hood in der Miniserie The Legend of Robin Hood verkörperte. 1985 spielte er erneut in einer Produktion über das alte Rom: Im US-amerikanischen Historien-Mehrteiler A.D. – Anno Domini verkörperte Potter den römischen Politiker und Nero-Gegner Gaius Calpurnius Piso.

## Filmografie (Auswahl)
- 1968: The Bonegrinder (Fernsehfilm)
- 1968: The Year of the Sex Olympics (Fernsehfilm)
- 1969: Fellinis Satyricon (Fellini – Satyricon)
- 1970: Goodbye Gemini
- 1970: The Only Way
- 1971: Nikolaus und Alexandra (Nicholas and Alexandra)
- 1972: All Coppers Are...
- 1973: Dämon des Grauens (Craze)
- 1975: Die Legende von Robin Hood (The Legend of Robin Hood; Fernseh-Miniserie, 6 Folgen)
- 1976: Sklavin des Satans (Satan’s Slave)
- 1977: Justine – Grausame Leidenschaften (Cruel Passion)
- 1978: Tote schlafen besser (The Big Sleep)
- 1978: Fünf Freunde (The Famous Five; Fernsehserie, Folge Five Get Into a Fix)
- 1979: Lady Oscar
- 1981: The Borgias (Fernseh-Miniserie, 6 Folgen)
- 1983: Doctor Who (Fernsehserie, 3 Folgen)
- 1985: A.D. – Anno Domini (A.D.; Fernseh-Miniserie, 5 Folgen)
- 1986: Kommando Gold Crash (Gunpowder)
- 1989: Der Doktor und das liebe Vieh (All Creatures Great and Small; Fernsehserie, Folge Two of a Kind)
- 2006: The Outsiders (Fernsehfilm)